# Axel Vandevelde
Axel Vandevelde (Gent, 7 mei 1991) is een Belgische zwemmer gespecialiseerd in de vrije slag. Hij behaalde meerdere Belgische titels bij de jeugd en senioren. In 2012 zette hij een punt achter zijn zwemcarrière.

## Zwemcarrière
Vandevelde nam in 2007 deel aan het EYOF te Belgrado. Hij behaalde samen met Jasper Aerents, Dieter Dekoninck en Matthias De Geeter een 3e plaats op de 4x100 vrije slag en eindigde tevens als 6e in de individuele finale van de 200m vrije slag. Het jaar daarop eindigde hij 12e op de 200m vrije slag op de Europese kampioenschappen voor de jeugd. In 2009 zwom hij zich naar een finaleplaats (8e) op datzelfde toernooi te Praag.
In 2009 maakte hij tevens zijn debuut bij de seniors op de wereldkampioenschappen zwemmen 2009 te Rome. Op de Europese kampioenschappen zwemmen 2010 te Boedapest kwalificeerde hij zich met de aflossingsploeg voor de finale van de 4x200 vrije slag (7e).

### Kortebaan
| Afstand         | Tijd    | Datum            | Plaats     |
| --------------- | ------- | ---------------- | ---------- |
| 100m vrije slag | 49,70   | 8 februari 2009  | Bonn       |
| 200m vrije slag | 1.47,74 | 7 februari 2009  | Bonn       |
| 400m vrije slag | 3.48,53 | 14 november 2009 | Wachtebeke |

### Langebaan
| Afstand         | Tijd    | Datum           | Plaats    |
| --------------- | ------- | --------------- | --------- |
| 200m vrije slag | 1.50,24 | 1 mei 2009      | Antwerpen |
| 400m vrije slag | 3.57,56 | 22 januari 2010 | Antwerpen |